# Yojoa
Yojoa (španělsky Lago de Yojoa, [Jochoa]) je největší jezero v Hondurasu. Nachází se na severozápadě státu na rozhraní departementů Santa Bárbara, Comayagua a Copán.
Rozkládá se v depresi vytvořené vulkanickou činností, jejíž produkty (troskové kužele a menší stratovulkány) se rozkládají na severním okraji jezera. Jezero leží v povodí řeky Ulúa. 180 km jihovýchodním směrem od jezera leží hlavní město Tegucigalpa, 80 km na sever San Pedro Sula.

## Využití
Na jezeře se provozuje rybolov. Yojoa plní i rekreační funkci, je oblíbeným cílem výletů. Při výtoku vody z jezera je v provozu vodní elektrárna. V okolí jezera se pěstuje ananas, citrusy, kávovník.
Při pobřeží jezera se rozkládají dva honduraské národní parky: Parque Nacional de Santa Bárbara v západní části a Parque Nacional de Cerro Azul Meambar na východě. Příroda v okolí jezera se vyznačuje vysokou biodiverzitou - bylo zde napočítáno okolo 400 druhů ptáků a na 800 rostlinných druhů. Velký problém pro jezero představuje odlesňování a volný chov dobytka.